# 뇌파

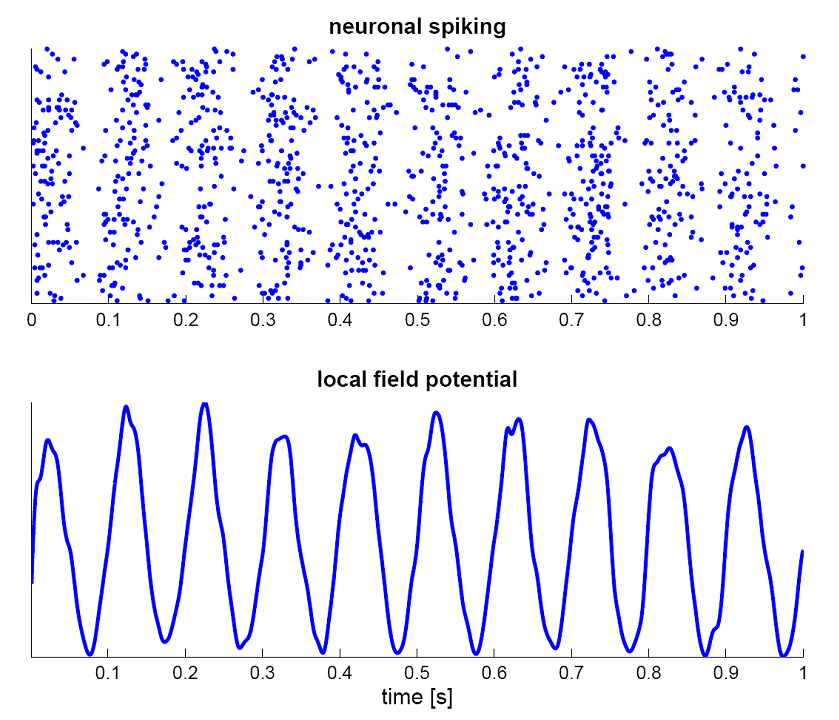

뇌파(腦波, brain wave)는 뇌에서 뇌신경 사이에 신호가 전달될 때 발생하여 측정 가능한 파동 형태의 신호이다. 뇌가 아닌 중추신경계에서 측정되는 규칙적인 파동 형태의 신호들까지 포괄하여 신경 진동(neural oscillation)이라고도 한다. 심신의 상태에 따라 각각 다르게 나타나며 뇌의 활동 상황을 측정하는 가장 중요한 지표 중 하나이다.
뇌파는 뇌전도(EEG)를 통해 전기적으로, 뇌자도(MEG)를 통해 자기적으로 측정할 수 있다. 가장 일반적으로 사용되는 것은 두개부착형 뇌전도(scalp-EEG)로, 정신과 및 신경과에서 뇌 손상이나 뇌전증 등 여러 질환을진단하거나 뇌사를 평가할 때 사용된다. 뇌전도는 다른 종류의 뇌영상 기법과 함께 사용할 수 있다. 신경과학자와 생물정신의학자들은 사람이나 동물이 실험 중 통제된 행동을 수행하는 동안 뇌파를 측정하여 뇌의 기능을 연구하는 데 뇌전도를 사용한다. 수면에 관한 이론은 종종 잠든 동안 뇌전도 패턴을 바탕으로 한다. 뇌전증 진단에도 사용한다.

## 역사
리버풀의 개업 내과의사 리처드 카튼(Richard Caton, 1842년~1926년)이 1875년 토끼와 원숭이의 대뇌반구에서 발견한 전기적 현상을 기록하여 보고하였는데, 이것이 현재 알려진 뇌파에 대한 가장 최초의 기록이다. 그로부터 40여년 뒤 1913년, 러시아 생리학자 블라드미르 블라드미로비치 프라디치-레민스키(Vladimir Vladimirovich Pravdich-Neminsky)는 최초의 뇌전도와 포유류(개)의 유발 전위(evoked potential)를 보고하였다.
사람의 뇌전도에 대한 연구가 본격적으로 시작한 인물은 독일의 생리학자 한스 베르거이다. 그는 1920년 인간 뇌전도에 대한 연구를 시작하였다. '뇌전도'라는 용어도 그가 처음 제안하였다. 그의 연구는 후에 에드가 더글라스 아드리안(Edgar Douglas Adrian)에 의해 확장된다.
1950년대 영국 내과의사 윌리엄 그레이 월터(William Grey Walter)는 뇌전도 지도(EEG topography)라는 장치를 만들어냈다. 이것은 뇌의 표면에 걸친 전기적 활동을 지도로 만들어준다. 뇌전도 지도는 1980년대 짧은 인기를 누렸으며, 정신의학을 위한 것처럼 보였다. 당시 신경학자들은 이것을 받아들이지 않았으나 현재는 신경학자, 심리학자, 신경과 의사 등 각개의 전문가들에 의해 중요한 연구 도구로 사용되고 있다.

## 뇌파의 종류
뇌파는 매우 복잡한 패턴으로 나타난다. 뇌의 영역별로 세포구조(cytoarchitecture) 및 분포하는 신경세포의 종류가 서로 다르기 때문에 주파수의 조성과 각 주파수가 나타내는 기능적인 면이 서로 다르다. 각 주파수별로 서로 다른 종류의 파원을 가지며, 각 파원이 모두 기능적으로 동일한 것이 아니기 때문에 특별한 이유가 없는 한 뇌파는 파형 그대로 관찰하기보다는 주파수에 따라 분류하는 파워 스펙트럼 분석을 이용하거나, 사건 관련 전위를 연구한다. 파워 스펙트럼 분석은 뇌파가 특정 주파수로 진동하는 단순 진동들의 선형적 결합이라고 가정하고, 이 신호에서 각각의 주파수 성분을 분해하여 그 크기(또는 파워)를 표시한 것이다. 이 때 각 주파수 성분마다 나타내는 기능과 생리가 서로 다르다고 여겨진다.
주파수 영역은 저주파 대역부터 델타, 세타, 알파, 베타, 감마파로 주로 구분한다. 감마파를 제외한 나머지 주파수 대역의 신호는 뇌파가 동조할 때 가장 많이 나타나는 것으로 여겨지며, HGA (high gamma activity) 등은 활동전위가 여러 신경세포에서 폭발적으로 나타날 때 관측되는 것으로 여겨진다. 각 주파수를 나누는 기준은 학자마다, 그리고 연구의 목적에 따라 달라진다.

### 델타파
0 Hz ~ 4 Hz 구간의 뇌파를 델타파라고 한다. 가장 낮은 주파수이기 때문에 사람의 움직임 등에 의해 신호가 오염되는 경우가 잦다. 수면시 발생하기 때문에 "수면파"라고도 불린다. 의식이 사라질 때 델타파의 진폭이 높아지는 현상이 주로 관찰된다. 서로 멀리 떨어져 있는 영역 사이의 정보 전달에 사용되는 것으로 여겨진다.

### 세타파
4 Hz ~ 8 Hz 구간의 뇌파를 세타파라고 한다. 잠에 빠져들 때 나타나기 때문에 "졸음파" 또는 "서파수면파(徐波睡眠波)"라고도 부른다. 해마에서 세타파의 기능적인 역할이 학계의 주목을 받고 있다. 해마에서 세타파와 감마파의 동조가 기억에 중요한 역할을 한다는 것이 밝혀져 있다.

### 알파파
8 Hz ~ 13 Hz 구간의 뇌파를 알파파라고 한다. 주로 심신이 안정되어 있고 정신활동이 적을 때 나타난다. 즉, 주의를 집중하거나 고등인지활동을 할 때 알파파가 감소한다. 눈을 감았을 때 후두엽에서 알파파의 진폭이 크게 증가하는데, 이러한 특징 때문에 가장 먼저 정신기능과의 주목되었고 또 기록되었다. 가장 먼저 보고되었기 때문에 알파파라는 이름이 붙여졌다. 운동 영역에서는 알파파를 세분화하여 뮤파와 SMR파(Sensorimoter Wave)를 따로 구분하기도 한다.
알파파의 발생 가설에는 몇 가지가 존재하지만 앤더슨(Andersen) 등의 가설에서는 피질의 알파파는 시상으로부터의 입력에 의한 것으로 본다. 이 때 시상에 존재하는 일종의 페이스메이커가 뇌파를 형성하고, 시상의 반회성 억제 뉴런의 활동이 주파수를 결정한다고 본다. 즉 시상뉴런군에 발생하는 탈분극, 과분극으로 이루어진 시냅스후전위의 율동성 진동에 의해 만들어진다. 뇌파율동 주파수는 시상뉴런의 막전위 수준에 의존한다는 것이다.
누네즈(Nunez) 등의 설에서는 피질과 피질 사이를 연결하는 긴 연합 섬유에 의해서 생긴다고 본다.

### 베타파
13 Hz ~ 30 Hz 구간의 뇌파를 베타파라고 한다.일상적인 각성 상태에서 두드러지게 나타난다. 운동 영역에서는 베타파의 ERD(event-related desynchronization)가 나타난다.

### 감마파
30 Hz 이상의 뇌파를 감마파라고 한다. 감마파부터는 교류전류로부터 발생한 60 Hz의 정수배 신호의 노이즈가 섞여 들어간다. 고주파로 갈수록 개별 활동전위를 반영하는 것으로 여겨지며, 이들을 HGA (high gamma activity)라 한다. 100 Hz 이상에서는 두개외 뇌전도로 측정하는 것이 거의 불가능하다. 병리학적으로는 ripple과 fast ripple로 구분하기도 하는데, 이들을 HFO (high-frequency oscillation)라고 하며 뇌전증 발작과 연관이 있는 것으로 여겨진다.

## 생리학적 기전
중추신경계의 하부에서 상부에 이르기까지 모든 영역에서 특정한 진동 활동이 관찰된다. 이 진동 활동은 미시적 관점에서는 단일 뉴런과, 중간적 관점에서는 국소적 뉴런 집단과, 그리고 거시적 관점에서는 여러 뇌 영역들과 연계되어 설명된다.

### 미시적 관점

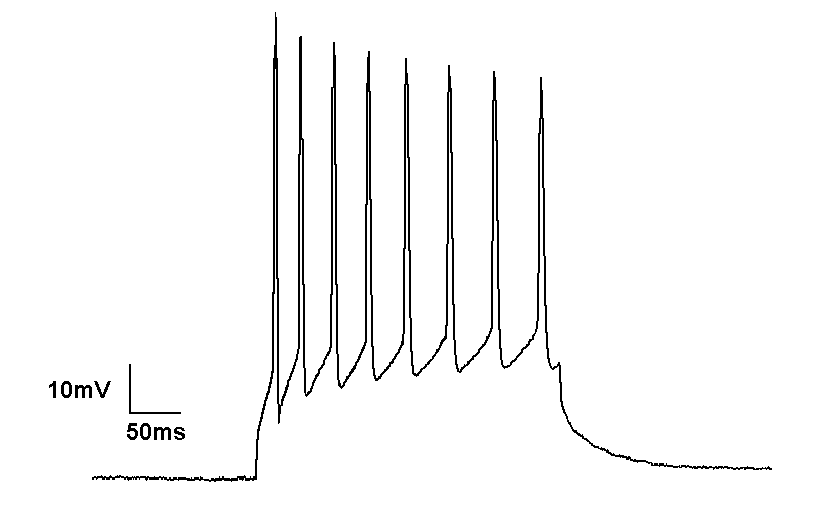
규칙적인 스파이크 활동을 보여주는 tonic firing pattern

개별 뉴런은 막전위의 변화로 인해 활동 전위를 생성한다. 이때 여러 활동 전위를 연속으로 생성하는 경우가 일반적인데, 이를 스파이크열(spike train)이라고 한다. 이 스파이크열은 특정한 정보를 담고 있어 이를 신경 부호화(neural coding)라고 하는데, 뇌가 정보를 처리하는 기초가 된다. 스파이크열은 규칙적인 활동이나 버스팅(bursting)과 같은 다양한 패턴을 형성하는데, 종종 진동 활동을 보인다. 뉴런의 진동 활동은 역치를 넘지 않은 막전위 변화에서도 관찰된다. 이러한 규칙적인 막전위 변화는 임계값에 도달하지 않아 활동 전위를 생성하지는 않지만, 시냅스로부터 받은 동기화된 입력에 의한 시냅스후 전위나 뉴런의 내재적 특성으로 인해 발생한다.
뉴런의 스파이킹 패턴은 그 흥분성(excitability)에 따라 Class I과 Class II로 분류된다.
- Class I 뉴런: 입력 강도에 따라 임의의 낮은 주파수로 활동 전위를 생성할 수 있다.
- Class II 뉴런: 특정 주파수 대역에서 활동 전위를 생성하며, 입력 강도 변화에 덜 민감하다. 이들은 역치 이하 진동을 더 잘 나타낸다.[4]

### 중간적 관점
여러 개의 뉴런들이 모여 서로 시냅스를 통한 상호작용으로 규칙적인 진동 패턴을 생성할 수 있다. 서로 다른 뉴런들의 발화 패턴이 동기화되면, 그에 따른 전위 변화가 누적되어 국소장 전위(local field potential)의 대규모 진동이 발생한다. 이러한 진동은 두피 외부에서 뇌전도나 뇌자도를 통해 측정할 수 있다. EEG와 MEG는 수천 또는 수백만 개의 뉴런이 동시에 동기화될 때 발생하는 전위를 반영한다.
단, 한 집단 안의 모든 뉴런들이 동시에 발화하는 경우는 드물며 일반적으로는 각 뉴런들이 발화할 확률이 규칙적인 진동 패턴을 갖고 변화하는 것이다. 그 결과 비록 미시적 관점에서는 불규칙적으로 보이더라도 중간적 관점에서는 뉴런들이 특정 주파수에서 더 자주 동시 발화하게 되어 외부에서 집단의 활동을 평균적으로 측정할 때에는 진동이 뇌파로써 나타나게 되는 것이다.
뉴런 집단의 진동은 흥분성 뉴런과 억제성 뉴런 간의 상호작용을 통해 내재적으로 발생한다. 특히 억제성 연합신경세포는 흥분성 뉴런의 발화율을 규칙적으로 조절하여 동기화를 유도한다.

### 거시적 관점
진동 활동은 서로 연결된 뇌 영역 간의 상호작용에서도 발생할 수 있다. 이러한 상호작용은 구조적인 연결성, 즉 커넥톰에 기반하며, 각 영역 사이의 전달 지연이 중요한 역할을 한다. 뇌 영역들은 상호 양방향으로 연결되어 있으며, 이러한 연결은 피드백 고리를 형성한다. 특히 시상과 대뇌피질 간의 연결은 재발성 시상-피질 공명(recurrent thalamo-cortical resonance)이라는 진동 활동을 생성한다. 이러한 네트워크는 알파파 생성에 중요한 역할을 한다는 점이 잘 알려져 있다.
현실적인 뇌 연결 모델에서는 일부 뇌 영역이 감마 대역에서 진동하다가 부분적으로 동기화되어 베타파가 생성되기도 한다.

## 같이 보기
- 발작
- 사이버네틱스
- ThetaHealing
- 연합 신경 세포